# Donepezil
Donepezil, donepezyl – wielofunkcyjny organiczny związek chemiczny, selektywny (swoisty) odwracalny inhibitor acetylocholinoesterazy, stosowany w leczeniu objawów otępienia.

## Stereochemia
Występuje w formie dwóch enancjomerów:

enancjomer R
enancjomer S

Produkt farmaceutyczny jest racematem.

## Działanie
Donepezil powoduje wzrost stężenia neuroprzekaźnika acetylocholiny w ośrodkowym układzie nerwowym – wywiera silne działanie ośrodkowe, a znacznie słabsze obwodowe. Jego biologiczny okres półtrwania wynosi 70–80 godzin.
Główne działanie dotyczy poprawy funkcji poznawczych, a szczególnie pamięci.

## Działania niepożądane
Może osłabiać sprawność psychoruchową, a także powodować biegunkę, nudności, bóle brzucha, przykurcze mięśni, nadpobudliwość i bezsenność.

## Wskazania
Wskazaniem do stosowania leku są zaburzenia poznawcze w przebiegu otępienia w chorobie Alzheimera, otępienia mieszanego, otępienia z ciałami Lewy’ego, otępienia w chorobie Pakinsona.

## Przeciwwskazania
Leku nie należy stosować w przypadku chorób obturacyjnych płuc, zaburzeń przewodnictwa impulsu w sercu, astmie, chorobie wrzodowej żołądka lub dwunastnicy.
Nie należy stosować w czasie ciąży i karmienia piersią.

## Dawkowanie
5–10 mg na dobę (5 mg na początku, a po miesiącu 10 mg). Maksymalną dawką dobową jest 10 mg. Lek przyjmuje się wieczorem, przed snem.

## Interakcje
Ryfampicyna, fenytoina, karbamazepina i alkohol zmniejszają działanie leku. Leku nie należy łączyć z β-blokerami, sukcynylocholiną i lekami zwiotczającymi.

## Preparaty w Polsce
Donepezil dostępny jest w formie tabletek w preparatach o nazwach: 
- Apo-Doperil
- Aricept
- Cogiton
- Donecept
- Donectil
- Donepesan
- Donepestan
- Donepex
- Donepezil
- Doneprion
- Donesyn
- Pamigen
- Ricordo
- Symepezil
- Yasnal